# وس براون
وس براون (به انگلیسی: Wes Brown) (زاده ۱۳ اکتبر ۱۹۷۹) بازیکن فوتبال اهل انگلستان می‌باشد. براون در سال ۱۹۹۲ به عضویت تیم پایه منچستر یونایتد در آمد و تا سال پایان فصل ۲۰۱۰-۲۰۱۱ برای این تیم به میدان رفت. براون در ژوئیه ۲۰۱۱ به عضویت ساندرلند در آمد.